# Båtbygget
Båtbygget (originaltitel: Le Bateau sur l'herbe), fransk film från 1971, regisserad av Gérard Brach. I rollerna bland andra Claude Jade, Jean-Pierre Cassel och John McEnery.